# هورگنتسل
هورگنتسل (به آلمانی: Horgenzell) یک شهر در آلمان است که در رافنسبورگ واقع شده‌است. هورگنتسل ۴٬۷۵۸ نفر جمعیت دارد.